# メトロポリタン＝ヴィッカース
メトロポリタン＝ヴィッカース（英語:Metropolitan-Vickers）、略称メトロヴィック（Metrovick）あるいはメトロヴィックス（Metrovicks）は、20世紀はじめから半ばにかけて存在したイギリスの重工業会社である。元はブリティッシュ・ウェスティングハウスとして知られる。
発電機や蒸気タービン、変圧器やエレクトロニクスや鉄道設備を生産していた。
軸流圧縮式ジェットエンジン・メトロヴィック F2も同社が世界に先駆けて開発した。
また、世界で初めてトランジスタ式コンピュータ・メトロヴィック 950を発売した。

## 歴史
ブリティッシュ・ウェイスティングハウスの米国の親会社ウェスティングハウスが1907年に経営難に陥り、第一次世界大戦時には、イギリス政府の誘導で子会社ブリティッシュ・ウエスティングハウスを米国の経営から分けることになり、メトロヴィックが誕生した。
1916年、持ち株会社は買収を目論んだが失敗した。結局、メトロポリタン客貨車金融会社（Metropolitan Carriage, Wagon and Finance Company）が投資して、1919年に真の英国企業になり、ヴィッカースの傘下に入り、社名をメトロポリタン・ヴィッカース電気会社（Metropolitan Vickers Electrical Company）に変えた。メトロキャメルは1929年に鉄道部門を分社したもの。
後にブリティッシュ・トムソン・ヒューストン社（British Thomson-Houston, BTH、米ゼネラル・エレクトリックの子会社で前身企業の名前を流用）を買収した。

### 戦時中の飛行機生産
1938年半ばに、メルビックは双発重爆撃機のアブロ マンチェスターをアブロ社から許可を受けて製造した。この事業は同社の伝統的な重工業製品とは大きく異なるものだった。

### 戦後のメトロヴィック
終戦直後の1946年にアームストロング・シドレーにガスタービン事業を売却。
発電機関係の売上が伸びた。電子顕微鏡や質量分析器の様な科学装置も製造して会社にとって重要な分野になった。メトロヴィックは英国鉄道の76型機関車向けに電気機器を供給した。ディーゼル機関車のWAGR X 級に電動機を供給した。
1950年代には巨大な変圧器工場をマンチェスター近くのWythenshaweに建設した。